# Кшеськ-Майонтек
Кшеськ-Майонтек (пол. Krzesk-Majątek) — село в Польщі, у гміні Збучин Седлецького повіту Мазовецького воєводства.
Населення — 174 особи (2011).
У 1975-1998 роках село належало до Седлецького воєводства.

## Демографія
Демографічна структура станом на 31 березня 2011 року:
|          | Загалом | Допрацездатний вік | Працездатний вік | Постпрацездатний вік |
| -------- | ------- | ------------------ | ---------------- | -------------------- |
| Чоловіки | 88      | 22                 | 56               | 10                   |
| Жінки    | 86      | 13                 | 51               | 22                   |
| Разом    | 174     | 35                 | 107              | 32                   |